# Curt-Henry Freje
Curt-Henry Freje, född 18 juli 1920 i Göteborgs Haga församling, Göteborg, död 5 juni 2013 i Frölunda, Älvsborgs församling, Göteborg
 var en svensk konstnär, publicist och teaterchef.
Curt-Henry Freje var son till direktör Olof Jonson och Elsa Pettersson i Göteborg. Han var gift med Ulla-Britta Freje; de hade två döttrar.
Efter studentexamen 1940 vid Göteborgs handelsinstitut tog han 1943  sjöofficersexamen. Under andra världskriget var han eskortchef till sjöss och instruktör inom den danska motståndsrörelsen. 1954 blev han kapten i flottans reserv och örlogskapten 1983. Åren 1947–1951 var han rederiinspektor. 1956 drev han egen firma och från 1958 och ett antal år framåt var han verkställande direktör och teaterchef vid Göteborgs Lyriska Teater respektive Stora Teatern. Freje var också chef vid Nordiska marknadsinstitutet.
Freje var journalist vid bland annat Göteborgs Handels- och Sjöfartstidning, Göteborgs-Tidningen och Aftenposten i Oslo, där han arbetade 1951–1956. Han skrev reportage från när och fjärran, kulturartiklar, barnböcker, facklitteratur i ekonomi, dikter, noveller och debattinlägg samt komponerade populärmusik. Freje tonsatte stycket Sätt inte din lit till flickor i Hampe Faustmans film Restaurant Intim från 1950; texten var av Gösta Rybrant och stycket framfördes av Stig Holm på piano i arrangemang av Jerry Högstedt.
År 1954 gav han ut en bok på engelska om Uddevallavarvet. 1956 utkom Fultryne i Rosenland på Lindqvist förlag, med 125 sidor sagor, rimsor och berättelser. År 1958 utkom Frejes bok En sjörövarklut - Västkustballad med marinmålningar av honom och tuschteckningar av Bertil Lundgren.
Freje studerade konst i Stockholm och Göteborg och medverkade i separat- och samlingsutställningar i Sverige och utomlands. Han målade marina stämningsbilder – ofta från Skagen – och fartygsporträtt samt utförde naturalistiska skulpturer i rustik stil. Bland offentliga arbeten märks hans utsmyckning för Arlanda inrikeshall.
Freje finns representerad i olika samlingar och museer, bland annat National Maritime Museum (NMM) i Greenwich i sydöstra London, Sjöhistoriska museet i Stockholm, Sjöfartsmuseet Akvariet i  Göteborg, Göteborgs Maritima Centrum och Marinmuseum i Karlskrona.
Curt-Henry Freje är begravd på Västra kyrkogården i Göteborg.